# Riphagen
Riphagen is een Nederlandse film (2016) en miniserie (2017) over de Amsterdamse crimineel Dries Riphagen, onder regie van Pieter Kuijpers.
De serie gebruikt dezelfde beelden als in de film, maar de serie heeft extra filmmateriaal.

## Verhaal
Dries Riphagen, bijgenaamd 'Al Capone', is een crimineel in Amsterdam tijdens de Tweede Wereldoorlog. In 1942 sluit hij zich aan bij de Duitse 'Devisenschutzkommando', een financiële inspectiedienst die in de door de nazi's bezette landen toezicht hield op alle bancaire geldtransacties in vreemde valuta. In die hoedanigheid maakt hij jacht op Joodse onderduikers, perst ze af en verraadt ze aan de Sicherheitsdienst waarvan hij eerder ook al vertrouwensman was. Dankzij zijn connecties met de onderwereld en zijn brutale maar efficiënte optreden wordt hij schatrijk en waant zich onaantastbaar. Totdat verzetsstrijder en politieagent Jan van Liempd de jacht op hem opent.

## Rolverdeling
- Jeroen van Koningsbrugge - Dries Riphagen
- Kay Greidanus - Jan van Liempd
- Sigrid ten Napel - Lena
- Mark Rietman - Louis Einthoven
- Lisa Zweerman - Greetje
- Peter Blok - Gerrit van der Veen
- Anna Raadsveld - Betje Wery (schuilnaam: Bella Tuerlings)
- Michel Sluysmans - Wim Sanders
- Sieger Sloot - Frits Kerkhoven
- Tjebbo Gerritsma - Joop Out
- Huub Smit - Toon Kuijper
- Guido Pollemans - Harry Rond
- Micha Hulshof - Albert Kok
- Richard Gonlag - Willy Lages

## Trivia
- De opnames vonden plaats van september t/m november 2015.[3]
- De film werd opgenomen in Nederland, waaronder Amsterdam, Den Haag, Utrecht, Tegelen, Amersfoort, Rotterdam (Kralingse Plas) en Assen.